# 15才 (漫画)
『15才』（15さい）は、あさぎ龍による日本の漫画である。『コミックハイ!』（双葉社）2012年12月号から2014年7月号まで連載された。単行本はアクションコミックスから刊行されている。

## あらすじ
鴎淑女子学院（中等部）3年生の長谷野杏奈は、両親の都合で又従姉妹の松下恵麻の家で同居することになる。両親の期待に応えるべく勉強に励み良い成績を求めるだけだった杏奈の日々は、恵麻から化粧を教わったり女性同士のキスを目の当たりにしたりすることによって、大きく様変わりしていく。

## 登場人物
長谷野杏奈（はせの あんな）
本作の主人公。鴎淑女子学院に通う、15歳の中学生。髪型は、学校ではツインテールだが、家にいる時は首元までストレートに流したり、ポニーテールにしたりすることもある。
勉学に熱心で学力テストの成績は上位保持者な一方、家事全般もこなせる、典型的な優等生タイプである。校則や両親の期待に縛られる毎日にやや嫌気がさしている。
恵麻から強引に指の爪にマニキュアを施されたことによって、化粧に興味を持つと同時に、それがきっかけとなり美紅と出会う。そこから美紅の塾講師との実らない恋や、美紅と恵麻とが直接唇同士が触れたキスを目撃することによって、それまで自分にとって全く未知の世界を視覚的に経験する。美紅と近しい友達関係になると、ついに彼女と直接キスを交わし、自らもその世界に足を踏み入れていく。
カエルが好きであり、鞄のアップリケがカエルである他、携帯電話の着信音もカエルの鳴き声である。
松下恵麻（まつした えま）
大学生で、杏奈の又従姉妹。美人な一方、生活はだらしなく、杏奈に食事など家事全般の面倒を見てもらっている。また杏奈に甘えている。
コスメショップでバイトをしており、そのため校則に縛られ化粧一つせず所謂ダサイ格好の杏奈を見かねて、時々化粧を施してあげている。またバイト先の化粧品を、サービスとして持って帰って杏奈のために使っている。
レズビアンであり、由乃と付き合っている。カエルが大好きで大きなカエルのぬいぐるみを持っているほか、エプロンの柄や鍋掴みもカエルで統一されている。
吉川美紅（よしかわ みく）
杏奈の同級生（クラスは違う）。天然パーマで、色素が薄い髪の毛が特徴。全校生徒からは不良少女と見なされている。
口数は少なく常に本を読んでいるなど、周囲と打ち解けづらい性格。耳ピアスを着けている。学力は非常に優秀である（※杏奈以上）。
目が良く、親友ですら誰も気付かなかった杏奈のマニキュアに、ただ1人だけ気が付いた。そしてその時から、不良少女と優等生との交流が萌芽した。
元木由乃（もとき よしの）
恵麻がバイトしているコスメショップの、チーフ。レズビアンであり、恵麻に内々定を出した当人でもある。恵麻とは恋人同士。
結由花（ゆゆか）
杏奈のクラスメイト。ゴシップ好き。男女交際が禁止されている校則に不満を募らせている。
貴子（たかこ）
杏奈のクラスメイト。まじめな性格で、暴走しがちな結由花のお目付け役。

## 単行本
- あさぎ龍 『15才』 双葉社〈アクションコミックス〉、全3巻
  1. 2013年6月12日発売 ISBN 978-4-575-84250-0
  2. 2014年1月10日発売 ISBN 978-4-575-84334-7
  3. 2014年8月9日発売 ISBN 978-4-575-84468-9